# Бжишув
Бжишув (пол. Brzyszów) — село в Польщі, у гміні Мстув Ченстоховського повіту Сілезького воєводства.
Населення — 439 осіб (2011).
У 1975—1998 роках село належало до Ченстоховського воєводства.

## Демографія
Демографічна структура станом на 31 березня 2011 року:
|          | Загалом | Допрацездатний вік | Працездатний вік | Постпрацездатний вік |
| -------- | ------- | ------------------ | ---------------- | -------------------- |
| Чоловіки | 216     | 53                 | 153              | 10                   |
| Жінки    | 223     | 41                 | 144              | 38                   |
| Разом    | 439     | 94                 | 297              | 48                   |